# Варзарештский монастырь
Варзарештский  Богородице-Рождественский Свято-Димитриевский женский монастырь (Монастырь Вэрзэрешть; рум. Mănăstirea Vărzărești) — монастырь Унгенской и Ниспоренской епархии Русской православной церкви в селе Варзарешты (Вэрзэрешть) Ниспоренского района Молдавии.

## История
Упомянут в грамоте молдавского господаря Александра Доброго от 25 апреля 1420 года как Кишно-Варзаревский. Согласно этому документу, боярину Вене передавалась земля, ранее бывшая во владении обители. В той же грамоте упоминается, что ктитором монастыря был боярин Стан Вэрзарь.
В XVII веке неоднократно разорялся татарами и турками. В 1770 году восстановлен трудами Власия Макареско (в монашестве — Варлаама) и его сына Константина. Братия Варзарештского скита во главе с иеромонахом Варлаамом (Макареско) возобновила Гинкульский Параскевиевский монастырь.
В начале 1810-х годов в скиту проживал архимандрит Виктор и один монах, поэтому в 1815 году обитель преобразована в женскую. В Варзарештский скит переселились насельницы Косоуцкого монастыря во главе с монахиней Синклитикией. В 1840 году из Рудянского скита перемещена икона Божией Матери, впоследствии прозванная Вазарештской. В 1846 году к Варзарештской обители приписан Рудянский скит. В 1863 году построен каменный Димитриевский собор, в 1868 году — зимняя церковь Рождества Пресвятой Богородицы. В 1903 году во владении обители было 190 десятин земли, в 1908 году — 206 десятин земли и 47 десятин леса. В 1908 году проживало 28 монахинь и 52 послушницы, в 1917 — 40 монахинь и 67 послушниц. В 1918 году общее число насельниц достигло 135 человек.
Закрыт властями в 1959 году. Здание летней церкви использовалось как склад, а зимней — как клуб. В 1990 году монастырь возрождён. В апреле 2005 в нём проживало 28 насельниц.

## Настоятели
- Протоиерей Константин 1770-1800
- Игумен Иоанн 1800-1808
- Архимандрит Виктор 1808-1815
- Синклитикия 1815-1817
- Назария 1817-1819
- Анисия 1819-1835
- Фекла 1835-1860
- Ольга 1862-1865
- Олимпиада 1865-1881
- Феврония 1881-1888
- Августина 1888-1916
- Евлалия 1916-1943
- Платонида 1943-1959
- Иерей Василий Плэчинтэ 1990
- Иерей Сергей Новак 1991—1994
- Георгия (Плэчинтэ) 1994—2017[4]